# Mesopotamia (Argentina)
La Mesopotamia o Mesopotamia argentina (Mesopotamia o Región Mesopotámica in spagnolo) è una regione umida e verdeggiante dell'Argentina costituita dalle province di Misiones, Corrientes ed Entre Ríos. È delimitata dai fiumi Paraná ad ovest, Uruguay ad est ed Iguazú a nord.
Il nome della regione fu dato dai colonizzatori spagnoli traendo spunto dalla regione mediorientale della Mesopotamia, nell'odierno Iraq.
Ospita alcune delle più importanti attrazioni turisitche del Paese come il Parco nazionale dell'Iguazú e le Cascate dell'Iguazú, le riduzioni gesuite e la zona umida degli Esteros del Iberá.
L'economia locale è storicamente basata principalmente sull'agricoltura, in particolare la coltivazione del mate, e sull'allevamento.
La Mesopotamia forma insieme alle province del Chaco, di Formosa e di Santa Fe, la macroregione del Litorale argentino.